# سان ماركو في لاميس
سان ماركو في لاميس (بالإيطالية: San Marco in Lamis)‏ هي بلدية في مقاطعة فودجا في إقليم بوليا الإيطالي.

## السكان
في سنة 1861 بلغ عدد السكان 15٬350 نسمة، وتطور العدد ليصل في سنة 2011 لـ 14٬218 نسمة.
يظهر هذا المخطط البياني تطور النمو السكاني لـ سان ماركو في لاميس

## توأمة
لسان ماركو في لاميس اتفاقيات توأمة مع:
- أكاديا

## أعلام
- بيتر بيفيلاكوا